# Мамбетова, Аккагаз Мадиевна
Аккагаз Мамбетова (каз. Аққағаз Мәдиқызы Мәмбетова; 1 января 1923, аул Орда, Западно-Казахстанская область — 13 января 2004, Алма-Ата) — советская и казахская театральная актриса, заслуженная артистка Казахской ССР (1966). Отличник образования Казахской ССР (1970).
Ведущая актриса алма-атинского театра юного зрителя.

## Биография
Родилась в ауле Орда. Отец Мади Мамбетов ушёл воевать в самом начале Великой Отечественной войны, оставив дома жену, дочь и маленького сына. Пропал без вести в Чехословакии. И только в 1946 году семья получила похоронку. Семья голодала. В годы войны семья переехала в Алма-Ату.
В 1945 году окончила Всесоюзный государственный институт кинематографии (ВГИК). Ученица Бориса Бабочкина.
В 1946—1990 выступала на сцене Казахского ТЮЗа (ныне Государственный академический русский театр для детей и юношества имени Н. Сац).
Приехав после войны из Москвы в Алма-Ату, Аккагаз Мамбетова сразу стала любимой актрисой Наталии Сац, что повлияло в дальнейшем на творческий путь актрисы.
Сыграв главную роль Буратино в первом спектакле Казахской труппы ТЮЗа, Аккагаз Мамбетова изначально взяла самую высокую планку в творчестве и старалась следовать ей на протяжении многих лет. Сама Наталья Ильинична Сац в своих воспоминаниях об Алма-Атинском периоде «У подножия Алатау» так вспоминала об актрисе: 

«Казахская труппа ТЮЗа открыла пьесой Алексея Толстого „Золотой ключик“. Роль Буратино играла в ней особо талантливая актриса — Аккагаз Мамбетова».
Казахская труппа театра начала свою работу 1 мая 1948 года спектаклем "Золотой ключик" по пьесе, написанный Алексеем Толстым. Блистательно исполнила роль Буратино молодая актриса Аккагаз Мамбетова. В ее герое было всё - юмор, любопытство, хитрость, смелость, озорство, непривычная зрителю тех лет пластика деревянного человечка с растопыренными пальцами рук и перетаптыванием на несгибающих ножках. Это был невероятный успех, хотя работать в ТЮЗе Аккагаз, в общем-то, и не думала.
Стала ведущей актрисой Казахского ТЮЗа.
В 1955 году Аккагаз Мамбетова окончила высшие режиссёрские курсы в Москве.
Играла роли молодых юношей и девушек, признана виртуозом перевоплощения. Сыграла множество ролей, некоторые из которых были написаны специально для Мамбетовой. Часто ездила на премьерные показы и юбилейные даты своего учителя Н. И. Сац в Москву, а сама режиссёр при любом удобном случае спрашивала о своей любимой актрисе. Именно Н. И. Сац была одним из ходатателей присвоения Аккагаз Мамбетовой звания народной актрисы Республики.
Муж — Аубакир Исмаилов, один из первых членов Союза художников Казахстана, театральный режиссёр и знаток казахского народного танца.
Брат — Азербайжан Мадиевич Мамбетов, режиссёр театра и кино, педагог. Народный артист СССР (1976). Народный герой Казахстана (2000). Лауреат Государственной премии СССР (1974).

## Избранные театральные роли
- Буратино «Золотой ключик» А. Н. Толстого (1948),
- Красная шапочка в одноимённой пьесе Е. Л. Шварца
- Дженисбек «Судьба отца» Б. Джакиева
- Счастье «Раненые цветы» С. Жунусова

Выступала в детских передачах на казахском радио.